# Om Bobbo Viking
Om Bobbo Viking är den svenske pop- och rockartisten Magnus Ugglas debutalbum. Albumet utgavs ursprungligen på LP 1975 och återutgavs på CD 1989 och 1997, den sistnämnda i en remastrad version.
Albumet var tydligt influerat av den brittiska glamrockaren David Bowie. Det producerades av Lasse Gustavsson och bland de medverkande musikerna återfinns Christer Eklund, Kjell Jeppson och Finn Sjöberg. Albumets omslagsbild, där Uggla poserar utklädd till kvinna, togs av brodern Gabriel Uggla. Magnus Uggla har i efterhand kommenterat bilden med orden "den är rårätt den där bilden. Som en ung Brita Borg".
Om Bobbo Viking är en av titlarna i boken Tusen svenska klassiker (2009). Författarna skrev "närmare en svensk David Bowie än så här kom aldrig svensk musik på 70-talet."

## Låtlista
Alla låtar är skrivna av Magnus Uggla.
Sida A
1. "Hallå" – 3:08
2. "Mrs Space" – 3:00
3. "John Silver" – 2:30
4. "Rock'n Roll Revolution" – 3:45
5. "Riddarna av mörkret" – 3:50

Sida B
1. "Bobbo Viking" – 2:24
2. "Flens rock" – 2:43
3. "Okänd värld" – 3:18
4. "Raggarna" – 3:13
5. "Starlet" – 4:16

## Medverkande
- Christer Eklund – saxofon
- Lasse Gustavsson – producent, ljudtekniker
- Roland Hermin – bas
- Kjell Jeppson – trummor
- Adde Sörman – trummor
- Anders Olander – keyboards
- Finn Sjöberg – gitarr, flöjt

## Mottagande
Dagens Nyheters recensent Anders Klintevall gav skivan ett negativt omdöme och skrev "En aldrig sinande ström av halsbrytande onaturliga ordvändningar och desperata nödrim utslungas mot den arma lyssnaren... Originellt är det helt förvisso. Förhoppningsvis förblir det unikt."

### Fotnoter
1. 1 2 3  ”Om Bobbo Viking”. Discogs.com. http://www.discogs.com/Magnus-Uggla-Om-Bobbo-Viking/release/2112065. Läst 2 februari 2013.
2. 1 2 3 4  Gradvall et al 2009, #431